# Primi ministri del Suriname
Questa è una lista dei Primi ministri del Suriname che rimase in carica dal 1949 al 1988.
| Immagine | Nominativo                | Durata del mandato            |
| -------- | ------------------------- | ----------------------------- |
|          | Julius Caesar de Miranda  | 1949 - 1951                   |
|          | Jacques Drielsma          | 5 aprile - 4 giugno 1951      |
|          | Jan Buiskool              | 1951 - 1952                   |
|          | Adriaan Alberga           | 6 settembre - 4 dicembre 1952 |
|          | Archibald Currie          | 1952 - 1955                   |
|          | Johan Ferrier             | 1955 - 1958                   |
|          | Severinus Desiré Emanuels | 1958 - 1963                   |
|          | Johan Adolf Pengel        | 1963 - 1969                   |
|          | Arthur May                | febbraio - ottobre 1969       |
|          | Jules Sedney              | 1969 - 1973                   |
|          | Henck Arron               | 1973 - 1980                   |
|          | Henk Chin A Sen           | 1980 - 1982                   |
|          | Henry Neijhorst           | marzo - dicembre 1982         |
|          | Errol Alibux              | 1983 - 1984                   |
|          | Wim Udenhout              | 1984 - 1986                   |
|          | Pretaap Radhakishun       | 1986 - 1987                   |
|          | Jules Wijdenbosch         | 1987 - 1988                   |